# Annika Becker
Annika Becker, nemška atletinja, * 12. november 1981, Rotenburg an der Fulda, Zahodna Nemčija.
Ni nastopila na poletnih olimpijskih igrah. Na svetovnih prvenstvih je v skoku ob palici osvojila srebrno medaljo leta 2003.